# Irakische Fußballnationalmannschaft der Frauen
Die irakische Frauenfußballnationalmannschaft ist eine Auswahlmannschaft der Iraqi Football Association, die das Land Irak auf internationaler Ebene bei Frauen-Länderspielen vertritt. Die Mannschaft nahm bislang nur an der Westasienmeisterschaft und an der Qualifikation zur Asienmeisterschaft teil, jedoch nicht an Weltmeisterschaften. Derzeitiger Trainer ist Adil Qader.

## Geschichte
Ihr erstes Spiel absolvierte die Mannschaft beim Arabia Women’s Cup 2010. Das Gruppenspiel gegen Jordanien wurde mit 20:0 verloren. Bei der Westasienmeisterschaft 2011 verlor der Irak alle Gruppenspiele gegen Bahrain, Palästina und Jordanien. Auch bei der Qualifikation zur Fußball-Asienmeisterschaft 2018 verlor die Mannschaft alle Spiele gegen Tadschikistan, die Philippinen, Jordanien, die Vereinigten Arabischen Emirate und Bahrain. Ebenso verlor das Team bei der Westasienmeisterschaft 2024 gegen Nepal, Palästina und Syrien und schied als Gruppenletzter aus.

## Turniere

### Weltmeisterschaft
- 1991 bis 2015: Nicht teilgenommen
- 2019: Nicht qualifiziert
- 2023: Zurückgezogen
- 2027: Nicht qualifiziert

### Asienmeisterschaft
- 1975 bis 2014: Nicht teilgenommen
- 2018: Nicht qualifiziert
- 2022: Zurückgezogen
- 2026: Nicht qualifiziert

### Westasienmeisterschaft
- 2005 bis 2010: Nicht teilgenommen
- 2011: Gruppenphase
- 2014 bis 2022: Nicht teilgenommen
- 2024: Gruppenphase